# Eh, Eh (Nothing Else I Can Say)
Eh, Eh (Nothing Else I Can Say) és el tercer senzill del l'àlbum debut anomenat The Fame, de la cantant americana Lady Gaga. Va ser estrenat el dia 10 de gener de 2009, estant aquella mateixa tarda disponible com a descàrrega digital.

## Llista de cançons
- Australian CD Single

1. "Eh, Eh (Nothing Else I Can Say)" – 2:57
2. "Poker Face (Space Cowboy Remix)" – 4:56

- French CD Single[1]

1. "Eh, Eh (Nothing Else I Can Say)" – 2:56
2. "Eh, Eh (Nothing Else I Can Say) [Pet Shop Boys Radio Edit]" – 2:49
3. "Eh, Eh (Nothing Else I Can Say) [Random Soul Synthetic Club Remix]" – 5:27

- iTunes Remix Single

1. "Eh, Eh (Nothing Else I Can Say) [Random Soul Synthetic Club Remix]" – 5:29
2. "Eh, Eh (Nothing Else I Can Say) [Pet Shop Boys Radio Edit]" – 2:53

- Italian iTunes download[2]

1. "Eh, Eh (Nothing Else I Can Say) (Electric Piano & Human Beatbox Version)" – 3:03

- iTunes Remix EP[3]

1. "Eh, Eh (Nothing Else I Can Say)" – 2:57
2. "Eh, Eh (Nothing Else I Can Say) [Pet Shop Boys Radio Edit]" – 2:53
3. "Eh, Eh (Nothing Else I Can Say) [Bollywood Remix]" – 3:29
4. "Eh, Eh (Nothing Else I Can Say) [FrankMusik 'Cut Snare Edit' Remix]" – 3:50
5. "Eh, Eh (Nothing Else I Can Say) [Electric Piano & Human Beat Box Version]" – 3:03
6. "Eh, Eh (Nothing Else I Can Say) [Mattafix Remix]" – 3:21
7. "Eh, Eh (Nothing Else I Can Say) [Random Soul Synthetic Club Remix]" – 5:29
8. "Eh, Eh (Nothing Else I Can Say) [Pet Shop Boys Club Remix]" – 6:31